# Jesse Stone (série de téléfilms)
Pour les articles homonymes, voir Stone.
Jesse Stone est une série de téléfilms américains diffusée entre le 20 février 2005 et le 20 mai 2012 sur le réseau CBS, et le dernier diffusé le 18 octobre 2015 sur Hallmark Channel.
En France, elle est diffusée depuis le 26 septembre 2008 sur M6 et Paris Première. Elle sera rediffusée sur D17 à partir du 26 août 2014.
Le succès du téléfilm initial (en 2005) a déterminé le développement d'une suite qui rassemble en 2015 neuf téléfilms réalisés par Robert Harmon et mettant en vedette Tom Selleck. Le personnage joué par ce dernier est basé sur un héros de romans policiers à succès créé par Robert B. Parker.

## Synopsis
Cette série met en scène les enquêtes de Jesse Stone, un ancien détective du département des homicides de Los Angeles éprouvé par la vie et devenu chef de la police d'une petite ville fictive du Massachusetts dénommée Paradise. Divorcé malheureux et alcoolique, il a pour principal compagnon un chien silencieux et aussi mélancolique que lui. Dans l'exercice de son métier de policier, il fait preuve d'empathie et fait peu usage de son arme.

## Scénarios
Les intrigues des quatre premiers épisodes sont des adaptations des histoires de Robert B. Parker. À partir du 5e épisode, les aventures vécues par Jesse Stone sont le fruit de scénarios originaux coécrits par Tom Selleck et Michael Brandman.

## Distribution
- Tom Selleck (VF : Jacques Frantz) : Jesse Stone
- Kohl Sudduth (en) (VF : Tanguy Goasdoué) : Officier Luther « Suitcase » Simpson
- Stephen McHattie (VF : Patrick Osmond) : Capitaine Healy (épisodes 1 à 8)
- Polly Shannon (VF : Laura Blanc) : Abby Taylor (épisodes 1 et 2)
- Viola Davis (VF : Françoise Dasque) : Molly Crane (épisodes 1 à 4)
- Vito Rezza (VF : Jean-François Aupied) : Anthony D'Angelo (épisodes 1 à 4 et 8)
- Kathy Baker (VF : Martine Meiraghe) : Rose Gammon (épisodes 4 à 8)
- Saul Rubinek (VF : Paul Borne) : Hastings « Hasty » Hathaway (épisodes 2, 4, 6 à 8)
- William Sadler (VF : Hervé Jolly) : Gino Fish (depuis l'épisode 4)
- William Devane (VF : Jean-Bernard Guillard) : Dr Dix (depuis l'épisode 3)

 Source et légende : version française (VF) sur RS Doublage

## Liste des téléfilms
- 2005 : Jesse Stone : En l'absence de preuves (Stone Cold)[2]
- 2006 : Jesse Stone : Une ville trop tranquille (Jesse Stone: Night Passage)[3]. Il s'agit d'un prélude au précédent.
- 2006 : Jesse Stone : Meurtre à Paradise (Jesse Stone: Death in Paradise)[4]
- 2007 : Jesse Stone : L'Empreinte du passé (Jesse Stone: Sea Change)[5]
- 2009 : Jesse Stone : L'Enfant disparu (Jesse Stone: Thin Ice)[6]
- 2010 : Jesse Stone : Sans remords (Jesse Stone: No Remorse)[7]
- 2011 : Jesse Stone : Innocences perdues (Jesse Stone: Innocents Lost)[8]
- 2012 : Jesse Stone : Le Bénéfice du doute (Jesse Stone: Benefit of the Doubt)[9]
- 2015 : Jesse Stone : L'éventreur de Boston (Jesse Stone : Lost in Paradise)[10]